# Caprimulgus
Genre
Le genre Caprimulgus regroupe plusieurs espèces d'engoulevents, oiseaux de la famille des Caprimulgidae.

## Taxinomie et systématique
Le nom latin « caprimulgus » signifie « suceur de chèvre » car jadis, les paysans croyaient que l'engoulevent, oiseau du crépuscule, pénétrait dans les étables à la nuit tombée pour sucer le pis des bêtes. 
En 2010, une phylogénie des engoulevents est réalisée par Han et al., changeant grandement la taxinomie de l'ordre. Plusieurs espèces sont déplacées vers d'autres genres : Systellura, Hydropsalis, Eleothreptus, Setopagis, Nyctidromus, Nyctipolus et Gactornis.

### Liste des espèces
Selon la classification de référence du Congrès ornithologique international (version 15.1, 2025) :
- Caprimulgus ruficollis – Engoulevent à collier roux
- Caprimulgus indicus – Engoulevent de jungle
- Caprimulgus jotaka – Engoulevent jotaka
- Caprimulgus phalaena – Engoulevent des Palau
- Caprimulgus europaeus – Engoulevent d'Europe
- Caprimulgus fraenatus – Engoulevent sombre
- Caprimulgus rufigena – Engoulevent à joues rousses
- Caprimulgus aegyptius – Engoulevent du désert
- Caprimulgus mahrattensis – Engoulevent de Sykes
- Caprimulgus nubicus – Engoulevent de Nubie
- Caprimulgus eximius – Engoulevent doré
- Caprimulgus atripennis – Engoulevent de Jerdon
- Caprimulgus macrurus – Engoulevent de Horsfield
- Caprimulgus meesi – Engoulevent de Mees
- Caprimulgus ritae – Engoulevent de  Timor
- Caprimulgus andamanicus – Engoulevent des Andaman
- Caprimulgus manillensis – Engoulevent des Philippines
- Caprimulgus celebensis – Engoulevent des Célèbes
- Caprimulgus donaldsoni – Engoulevent des épines
- Caprimulgus pectoralis – Engoulevent musicien
- Caprimulgus poliocephalus – Engoulevent d'Abyssinie
- Caprimulgus asiaticus – Engoulevent indien
- Caprimulgus madagascariensis – Engoulevent malgache
- Caprimulgus natalensis – Engoulevent du Natal
- Caprimulgus solala – Engoulevent du Nechisar
- Caprimulgus inornatus – Engoulevent terne
- Caprimulgus stellatus – Engoulevent étoilé
- Caprimulgus affinis – Engoulevent affin
- Caprimulgus griseatus – Engoulevent griset
- Caprimulgus tristigma – Engoulevent pointillé
- Caprimulgus concretus – Engoulevent de Bonaparte
- Caprimulgus pulchellus – Engoulevent de Salvadori
- Caprimulgus prigoginei – Engoulevent de Prigogine
- Caprimulgus batesi – Engoulevent de Bates
- Caprimulgus climacurus – Engoulevent à longue queue
- Caprimulgus clarus – Engoulevent de Reichenow
- Caprimulgus fossii – Engoulevent du Mozambique
- Caprimulgus longipennis – Engoulevent à balanciers
- Caprimulgus vexillarius – Engoulevent porte-étendard